# Poecilanthrax marmoreus
Poecilanthrax marmoreus är en tvåvingeart som beskrevs av Johnson 1957. Poecilanthrax marmoreus ingår i släktet Poecilanthrax och familjen svävflugor. Inga underarter finns listade i Catalogue of Life.